# Theope tetrastigma
Espèce
Theope tetrastigma est une espèce d'insectes lépidoptères appartenant à la famille  des Riodinidae et au genre Theope.

## Taxonomie
Theope tetrastigma a été décrit par Henry Walter Bates en 1868.

## Description
Theope tetrastigma est un papillon aux ailes antérieures à l'apex anguleux, au  dessus marron foncé presque noir.
Le revers est de couleur marron roux, orné d'une ligne submarginale de points noirs.

## Écologie et distribution
Theope tetrastigma est présent au Brésil.

### Biotope
Il réside dans la forêt amazonienne.

### Protection
Pas de statut de protection particulier.